# مهرآباد (تورسون‌زاده)
مهرآباد روستایی از توابع جماعت قره‌تاق در ناحیهٔ تورسون‌زادهٔ تاجیکستان است. از مهرآباد تا مرکز جماعت ۶ کیلومتر و تا مرکز ناحیه ۱۳ کیلومتر فاصله است. جمعیت آن ۱۳۸۸ نفر (۲۰۱۷) است.